# Finské přírodní centrum Haltia
Finské přírodní centrum Haltia, finsky Suomen luontokeskus Haltia, je multifunkční budova v Solvalla (Nuuksio, Vanha-Espoo, Espoo, provincie UUsimaa) nad jezerem Nuuksion Pitkäjärvi v jižním Finsku.

## Další informace
Finské přírodní centrum Haltia postavila společnost Nuuksiokeskus Oy a bylo otevřeno roce 2013. Dřevěnou budovu navrhl finský architekt Rainer Mahlamäkia (*1956) se záměrem co nejlepší udržitelnosti a s úsilím o co nejnižší uhlíkovou stopu za účelem představení finské přírody jako celek. Stavba využívá také sluneční energii a energii akumulovanou v podloží a vše je moderně elektronicky řízeno. Teplo z chladicích zařízení, kuchyňských spotřebičů a ventilačních systémů je rekuperováno. Budova jako první na světě získala v roce 2015 cenu EMYA (European Museum of the Year Award) za udržitelný rozvoj.
Centrum také funguje jako restaurace s terasou (Ravintola Haltia), muzeum, rozhledna Pohjannaula (Pohjannaula-torni), obchod s turistickými potřebami a informační centrum Národního parku Nuuksio (Nuuksion kansallispuisto). Nabízí také služby turistům.
Muzeum je pojato moderně a zaměřuje se na přírodu okolí, finské národní parky a místní Národní park Nuuksio. Část expozic je pravidelně obměňována a vstup je zpoplatněn.

## Galerie

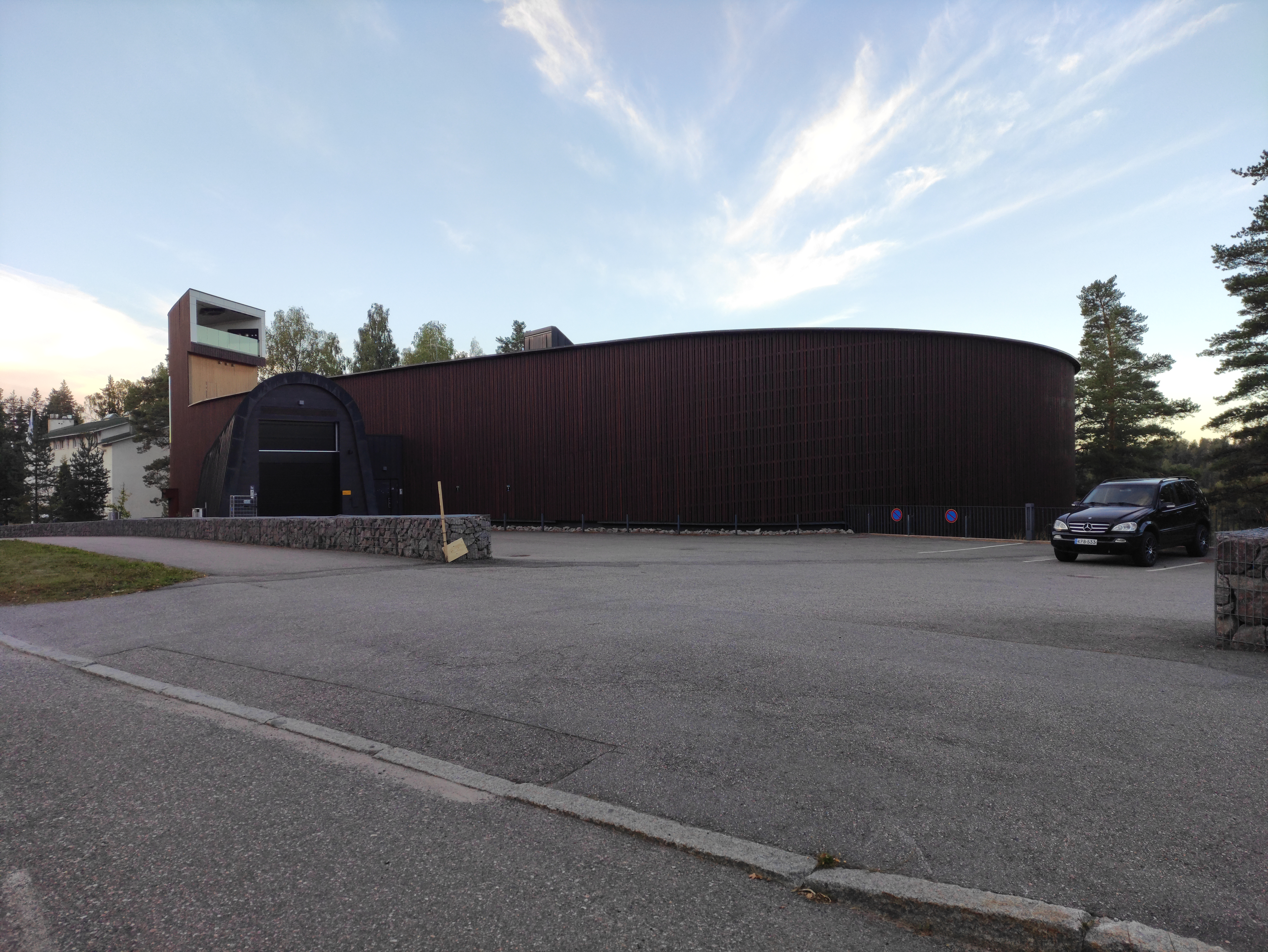
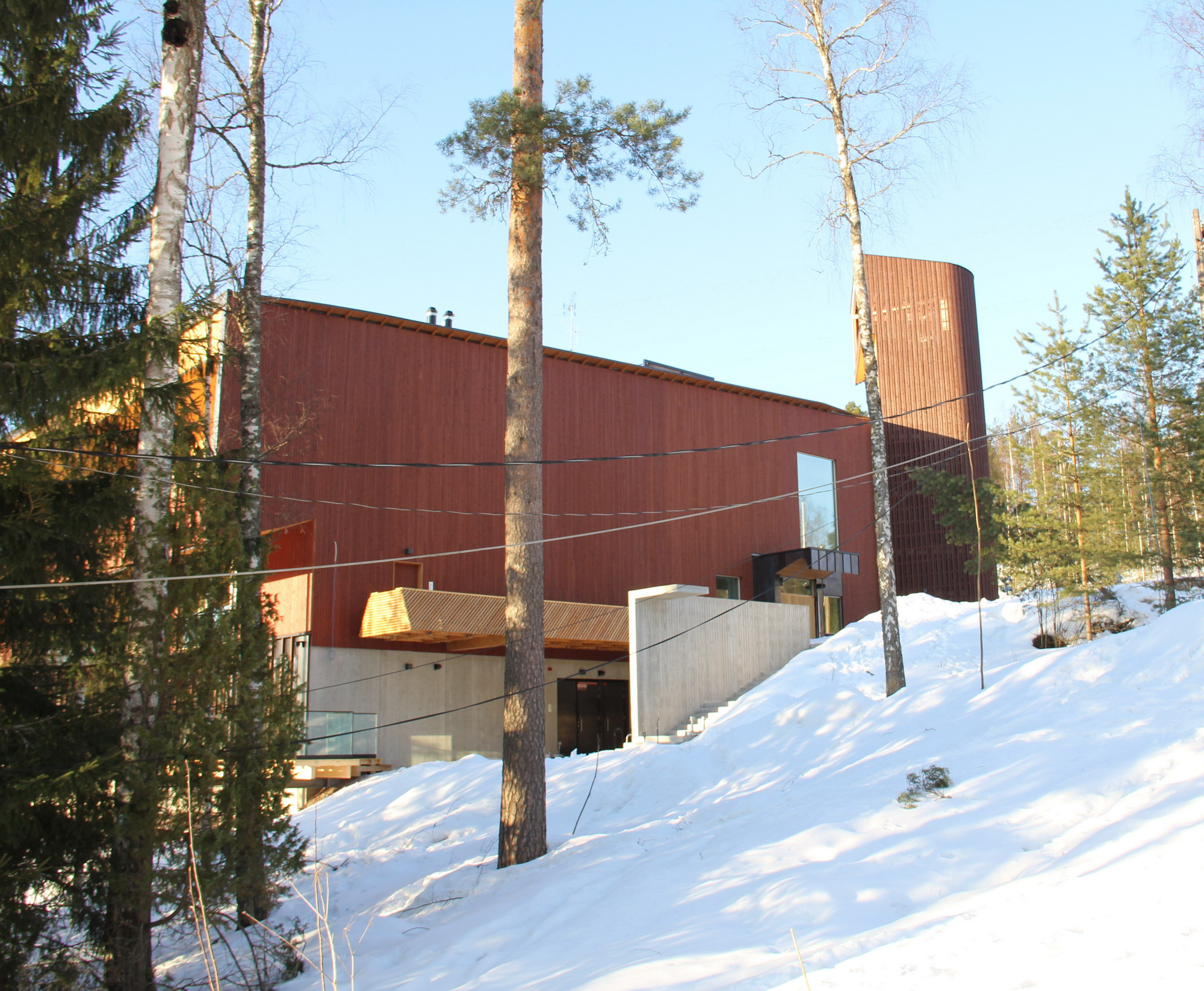
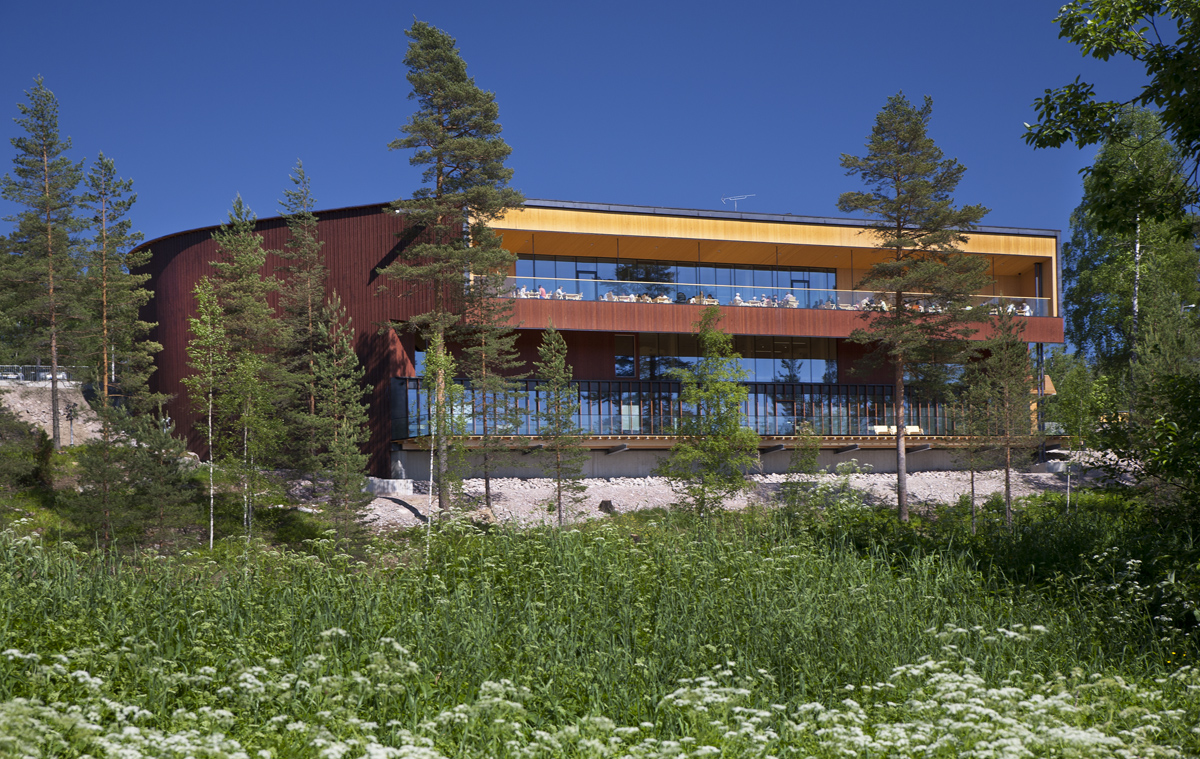
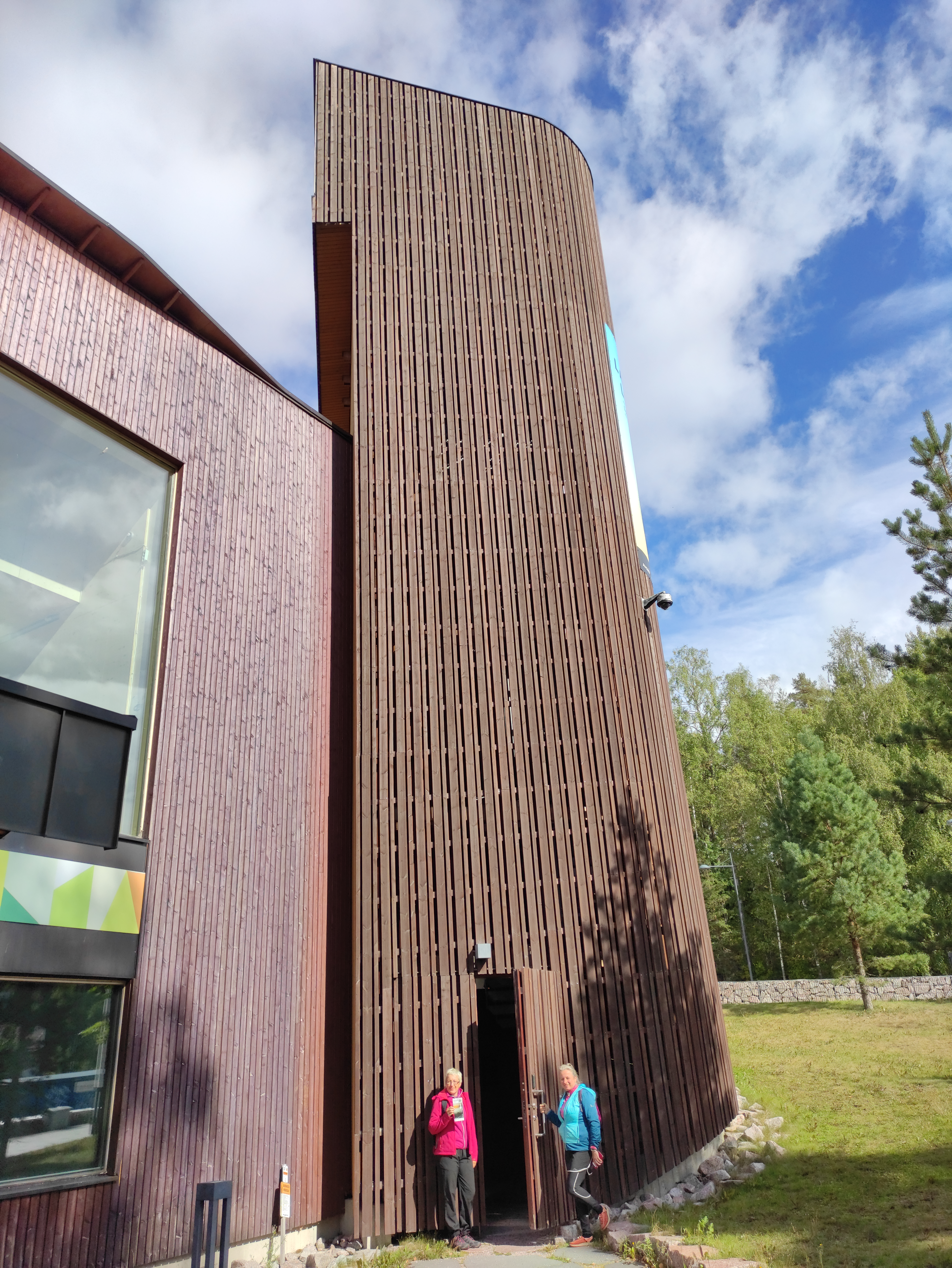
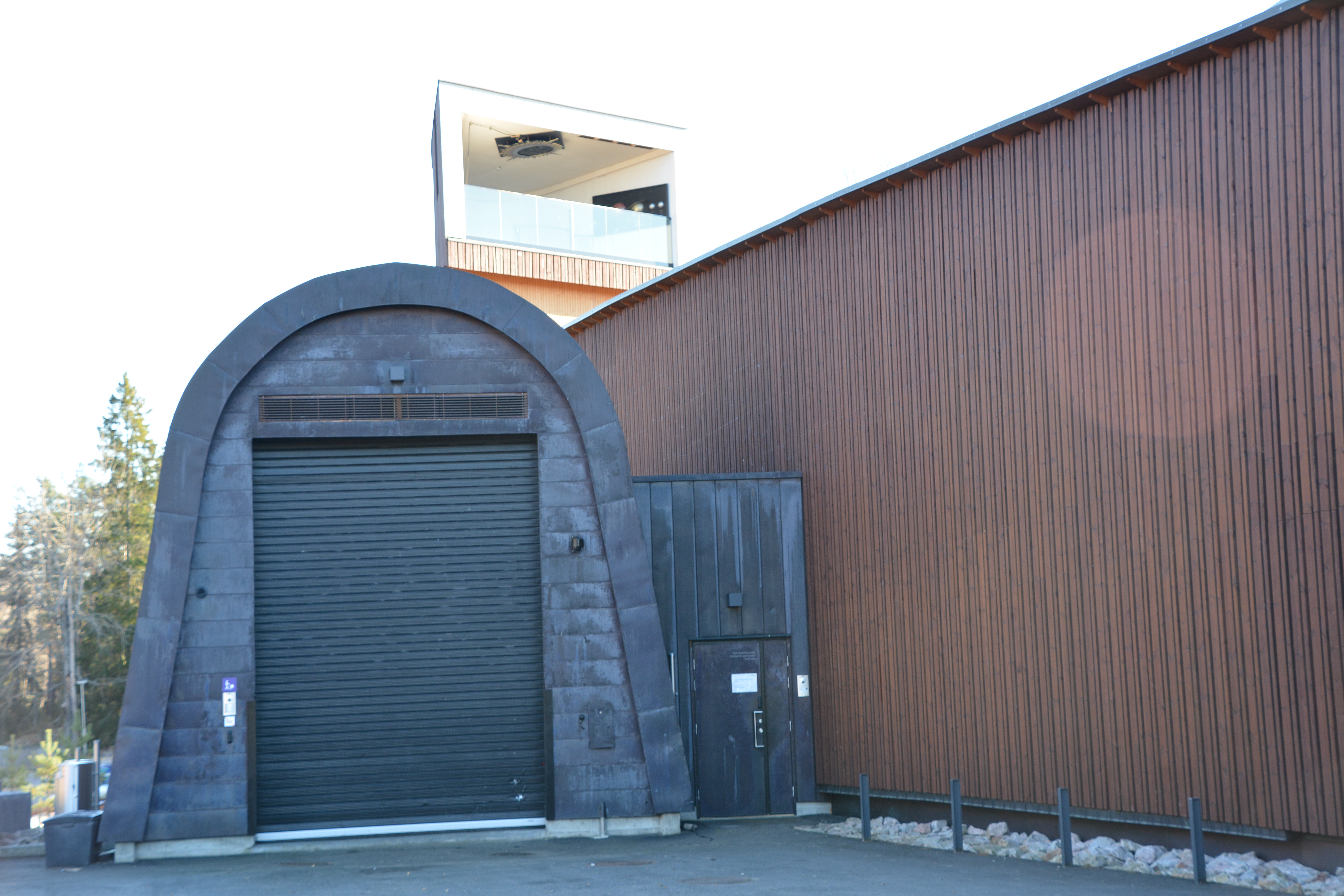
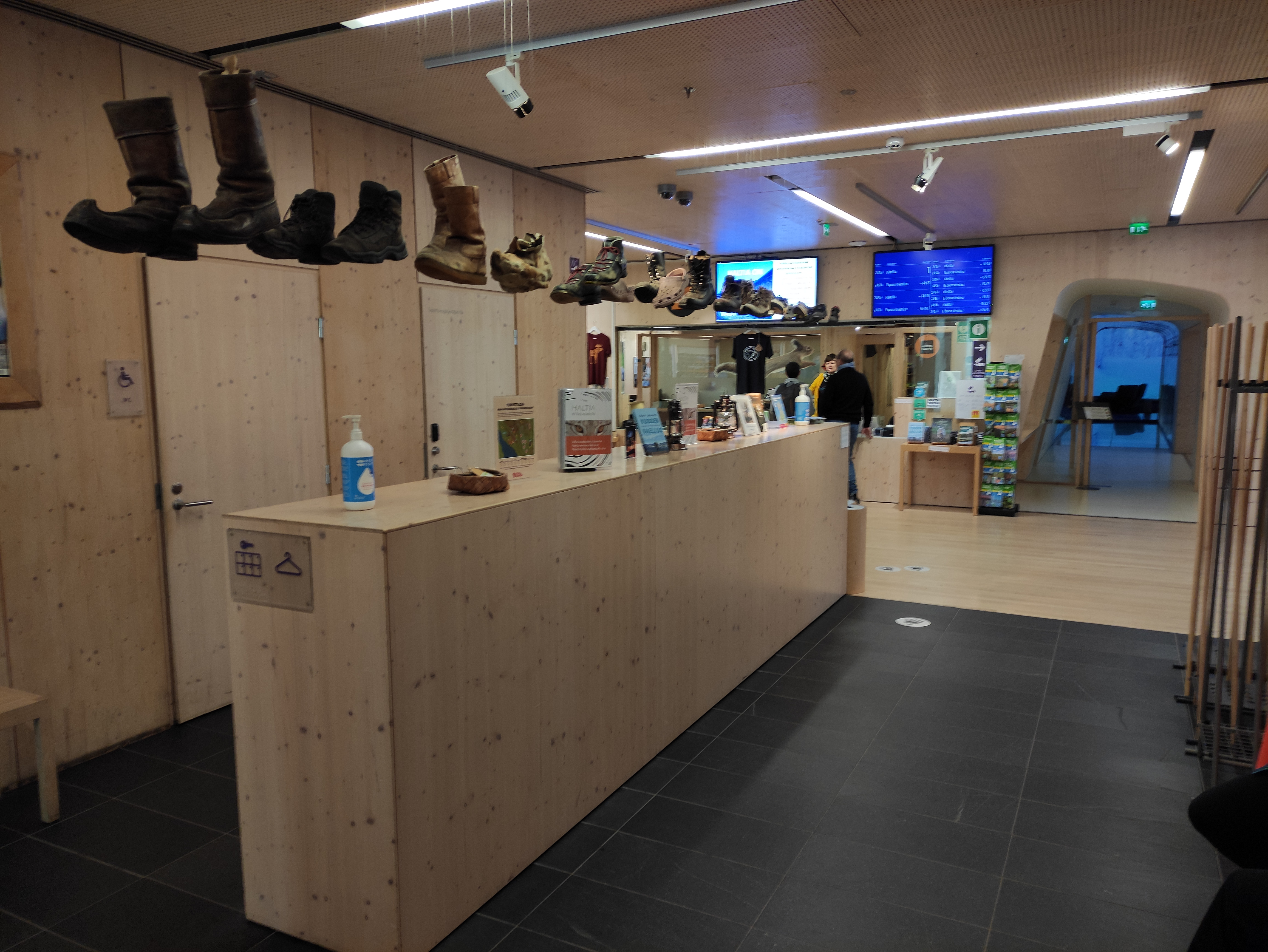
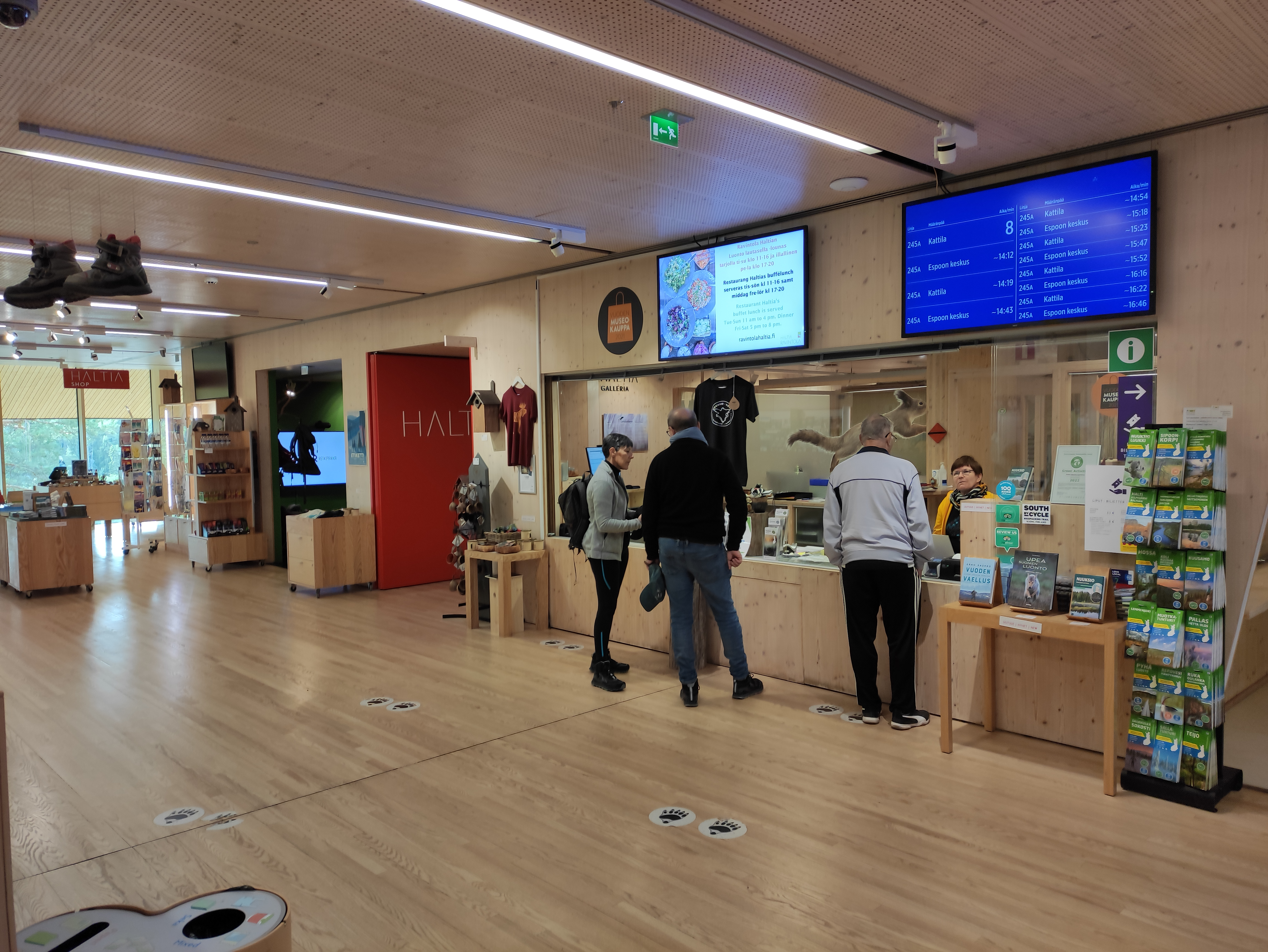
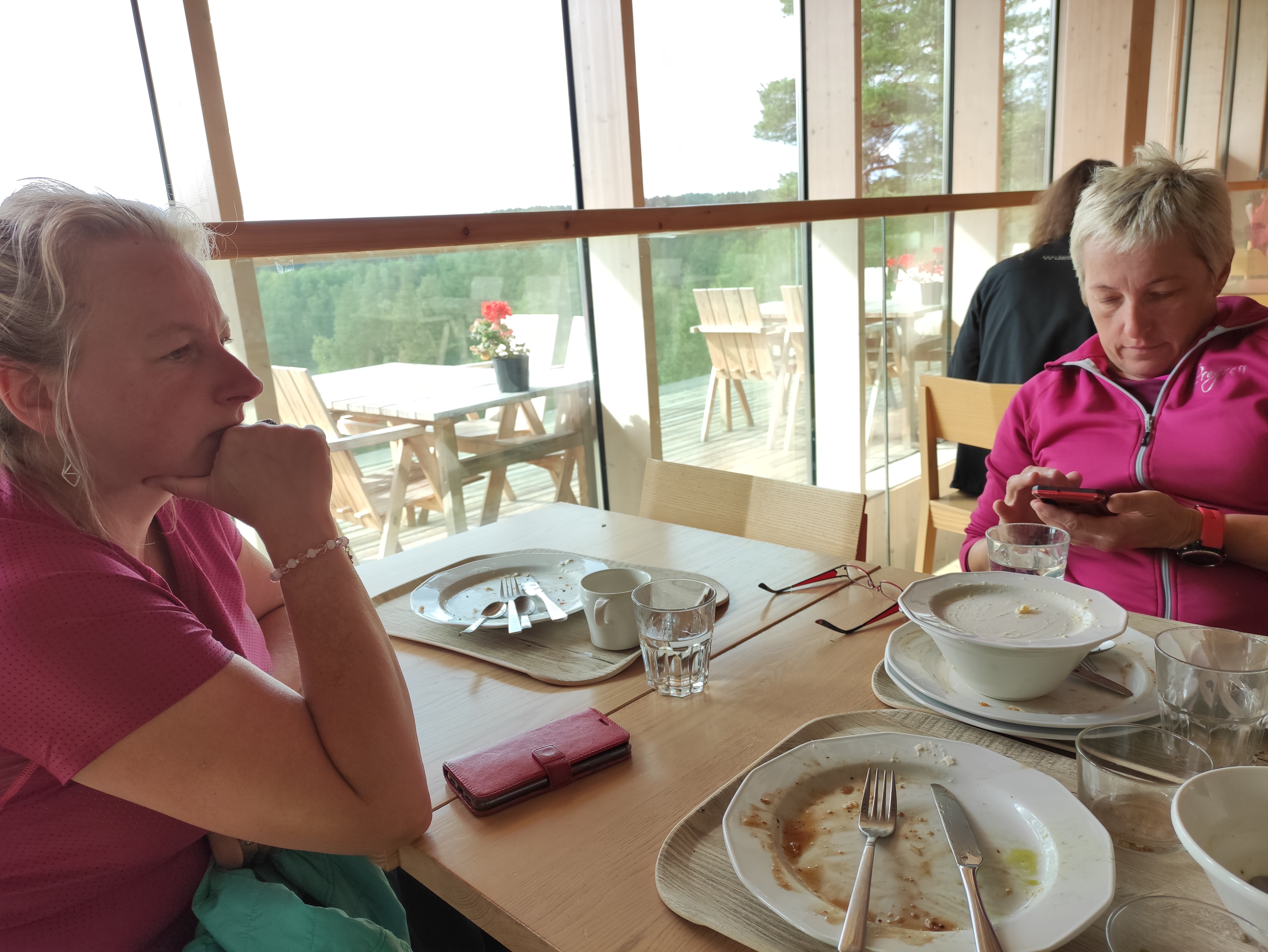